# المنصور محمد بن عمر
الملك المنصور محمد بن تقي الدين عُمر بن شاهنشاه الأيوبي ( ت. 617 هـ/1220م)، كان ثاني الأمراء الأيوبيين على حماة، حكم من سنة 1191 إلى سنة 1219، وحفيد نور الدين شاهنشاه شقيق الملك الناصر صلاح الدين الأيوبي.

## حكمه
توفي المظفر تقي الدين عمر يـوم الجمعة 19 رمضان سنة 587هـ أثناء حصاره ملاذكرد في شرقي الأناضول، فحمله ابنه المنصور الأول محمد وعاد به إلى حماة حيث دُفن في تربته بباب الجسر والتي بنى عليها بعد ذلك أبو الفداء جامعه المعروف وتولى بعده ابنه المنصور محمد، وهو الذي بنى سوق المنصورية (السوق الطويل) وبنى جسر المراكب (جسر السرايا) وعمّـق خندق القلعة وبنى سورها من الحجر، ولـه كتـاب (المضمار في التاريخ) و(طبقات الشعراء).و قد ألف أيضا كتاب (مضمار الحقائق وسر الخلائق).